# Jurino
Jurino (ros. Юрино, mar. Йӱрны) – osiedle typu miejskiego w środkowej Rosji, na terenie wchodzącej w skład tego państwa Republiki Mari El, we wschodniej Europie.
Miejscowość liczy 3950 mieszkańców (1 stycznia 2005 r.).